# Ceriagrion pallidum
Ceriagrion pallidum – gatunek ważki z rodziny łątkowatych (Coenagrionidae).